# Ferdinand Gassina
Ferdinand Gassina (ur. 13 listopada 1992 w Bongor) – czadyjski piłkarz grający na pozycji środkowego pomocnika. Od 2020 jest zawodnikiem klubu AS CotonTchad.

## Kariera klubowa
Swoją karierę piłkarską Gassina rozpoczął w klubie Foullah Edifice FC. W sezonie 2009 zadebiutował w jego barwach w pierwszej lidze czadyjskiej. W sezonach 2011 i 2013 wywalczył dwa mistrzostwa, a w sezonie 2012 wicemistrzostwo Czadu. W latach 2013–2016 występował w gabońskim AS Mangasport. W sezonach 2013/2014 i 2014/2015 został z nim mistrzem, a w sezonie 2015/2016 - wicemistrzem Gabonu. W 2016 grał w AS CotonTchad, a w latach 2017-2019 w Foullah Edifice FC. W 2020 wrócił do AS CotonTchad.

## Kariera reprezentacyjna
W reprezentacji Czadu Gassina zadebiutował 17 listopada 2010 w zremisowanym 0:0 meczu kwalifikacji do Pucharu Narodów Afryki 2012 z Togo. Od 2010 do 2014 wystąpił w kadrze narodowej 11 razy.